# Vela als Jocs Olímpics d'estiu de 2016
Als Jocs Olímpics d'Estiu de 2016, realitzats a la ciutat de Rio de Janeiro (Brasil), es disputaran deu proves de vela, cinc en categoria masculina, quatre en categoria femenina i una en categoria mixta.
Les proves es realitzaran entre els dies 8 i 18 d'agost de 2016 a la Marina da Glória.

## Resum de medalles

### Categoria masculina
| Prova                | Or                                     | Plata                                    | Bronze                                    |
| Classe 470 Detalls   | CroàciaŠime Fantela · Igor Marenić     | AustràliaMathew Belcher · William Ryan   | GrèciaPanagiotis Mantis · Pavlos Kagialis |
| Classe 49er Detalls  | Nova ZelandaPeter Burling · Blair Tuke | AustràliaNathan Outteridge · Iain Jensen | AlemanyaErik Heil · Thomas Plößel         |
| Classe Finn Detalls  | Giles Scott (GBR)                      | Vasilij Žbogar (SLO)                     | Caleb Paine (USA)                         |
| Classe Laser Detalls | Tom Burton (AUS)                       | Tonči Stipanović (CRO)                   | Sam Meech (NZL)                           |
| Windsurf Detalls     | Dorian van Rijsselberghe (NED)         | Nick Dempsey (GBR)                       | Pierre Le Coq (FRA)                       |

### Categoria femenina
| Prova                | Or                                    | Plata                                  | Bronze                                           |
| Classe 470 Detalls   | Regne UnitHannah Mills · Saskia Clark | Nova ZelandaJo Aleh · Olivia Powrie    | FrançaCamille Lecointre · Hélène Defrance        |
| Classe 49er Detalls  | BrasilMartine Grael · Kahena Kunze    | Nova ZelandaAlex Maloney · Molly Meech | DinamarcaJena Mai Hansen · Katja Salskov-Iversen |
| Classe Laser Detalls | Marit Bouwmeester (NED)               | Annalise Murphy (IRL)                  | Anne-Marie Rindom (DEN)                          |
| Windsurf Detalls     | Charline Picon (FRA)                  | Chen Peina (CHN)                       | Stefania Elfutina (RUS)                          |

### Categoria mixta
| Prova                   | Or                                                | Plata                                     | Bronze                            |
| Classe Nacra 17 Detalls | ArgentinaSantiago Lange · Cecilia Carranza Saroli | AustràliaJason Waterhouse · Lisa Darmanin | ÀustriaThomas Zajac · Tanja Frank |

## Medaller
Llegenda
   *   Amfitrió (Brasil)
| Posició | País            | Or | Plata | Bronze | Total |
| 1       | Regne Unit      | 2  | 1     | 0      | 3     |
| 2       | Països Baixos   | 2  | 0     | 0      | 2     |
| 3       | Austràlia       | 1  | 3     | 0      | 4     |
| 4       | Nova Zelanda    | 1  | 2     | 1      | 4     |
| 5       | Croàcia         | 1  | 1     | 0      | 2     |
| 6       | França          | 1  | 0     | 1      | 2     |
| 7       | Argentina       | 1  | 0     | 0      | 1     |
| 7       | Brasil*         | 1  | 0     | 0      | 1     |
| 9       | R.P. de la Xina | 0  | 1     | 0      | 1     |
| 9       | Irlanda         | 0  | 1     | 0      | 1     |
| 9       | Eslovènia       | 0  | 1     | 0      | 1     |
| 12      | Dinamarca       | 0  | 0     | 2      | 2     |
| 13      | Àustria         | 0  | 0     | 1      | 1     |
| 13      | Alemanya        | 0  | 0     | 1      | 1     |
| 13      | Grècia          | 0  | 0     | 1      | 1     |
| 13      | Rússia          | 0  | 0     | 1      | 1     |
| 13      | Estats Units    | 0  | 0     | 1      | 1     |
| Total   | Total           | 10 | 10    | 10     | 30    |